# 土公增五
土公增五（双鱼座d，双鱼座41，41 Psc）是双鱼座的一颗恒星，视星等为+5.37，距离地球约408光年。